# Triphleba chandleri
Triphleba chandleri är en tvåvingeart som beskrevs av Ronald Henry Lambert Disney 1987. Triphleba chandleri ingår i släktet Triphleba och familjen puckelflugor.
Artens utbredningsområde är Spanien. Inga underarter finns listade i Catalogue of Life.